# William Paget, I barone Paget

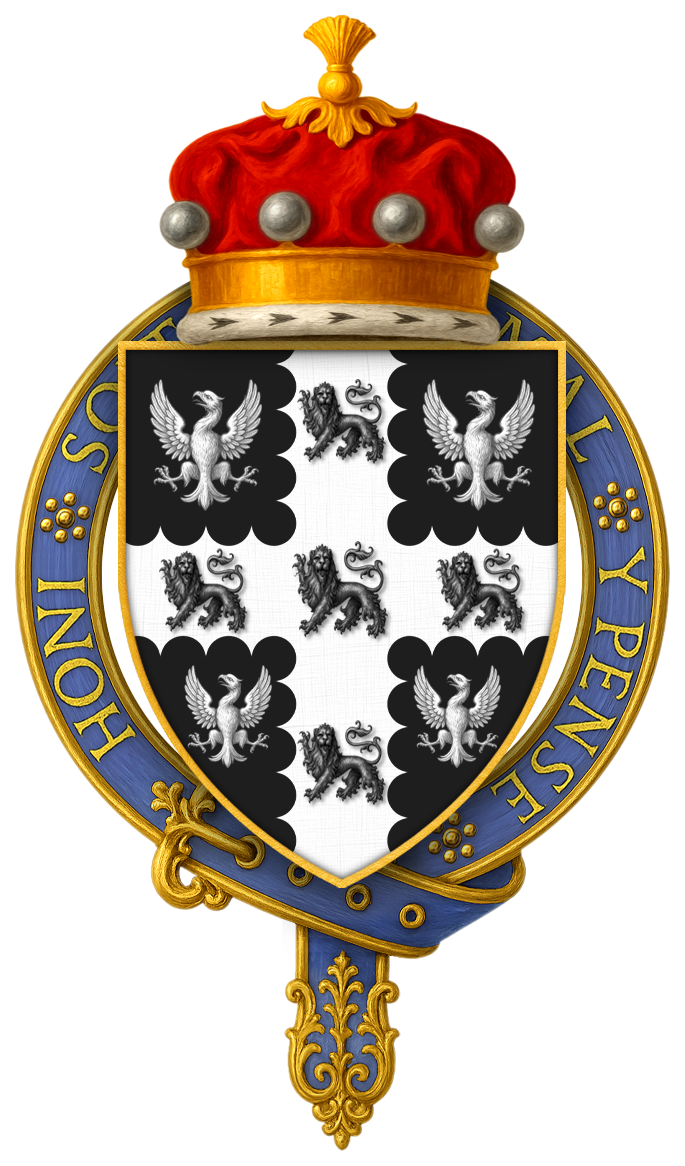
Stemma di Sir William Paget, I barone Barone Paget, KG

William Paget, I barone Paget, (Wednesday, 1506 – 9 giugno 1563), è stato un nobile e politico inglese che assolse incarichi molto importanti alla corte di Enrico VIII, Edoardo VI e Maria I.

## Biografia
Era figlio di William Paget, uno dei dignitari della city of London. Studiò alla St. Paul's School quando era preside William Lily per passare poi alla Trinity Hall di Cambridge perfezionandosi poi all'Università di Parigi. Alla scuola di St. Paul's fece amicizia con il futuro antiquario John Leland e poi fu uno dei suoi benefattori.
Fu membro del Parlamento britannico per Lichfield nel 1529 e per Middlesex nel 1545.
Probabilmente attraverso l'influenza di Stephen Gardiner, che aveva presto fatto amicizia con Paget, fu inviato, da re Enrico VIII in diverse importanti missioni diplomatiche; nel 1532 fu nominato Clerk of the Signet e subito dopo componente del Consiglio privato della Corona. Divenne segretario di Anna di Clèves nel 1539 e nel 1543 nominato segretario di Stato, posizione sulla quale Enrico VIII, nei suoi ultimi anni di regno, contava molto per le decisioni da prendere, nominandolo uno dei consiglieri della Corona durante la minore età del futuro re Edoardo VI.
Paget in un primo momento sostenne con vigore il Lord protettore Somerset, consigliandogli una moderazione che Somerset non sempre osservava. Nel 1547 fu nominato sovrintendente della casa del re, Cancelliere del Ducato di Lancaster, eletto cavaliere della Contea per lo Staffordshire e insignito dell'Ordine della Giarrettiera. Nel 1549 fu chiamato alla House of Lords come Baron Paget de Beaudesert. All'incirca nello stesso periodo ottenne ampie concessioni di terre, tra cui Cannock Chase e l'Abbazia di Burton nello Staffordshire, e a Londra la residenza dei Vescovo di Exeter, conosciuta successivamente come Lincoln House e Essex House, sul luogo ora occupato dall'Outer Temple nello Strand. Ottenne anche Beaudesert House nello Staffordshire, che rimase la sede principale della famiglia Paget.
Paget condivise la caduta in disgrazia di Somerset, fu imprigionato nella Torre di Londra nel 1551 e degradato da cavaliere dell'Ordine della Giarrettiera l'anno successivo, oltre a subire una pesante multa da parte della Star Chamber per aver fatto pagare alla Corona le spese di amministrazione del ducato di Lancaster. Rientrò poi nelle grazie del re nel 1553, e fu uno dei ventisei Pari che firmarono per l'insediamento, al posto di Edoardo, di Lady Jane Grey nel giugno dello stesso anno. Si riappacificò con la regina Maria I, che lo reintegrò come cavaliere dell'Ordine della Giarrettiera e nel Privy Council nel 1553, e lo nominò Lord del sigillo privato nel 1556. Con la salita al trono della regina Elisabetta I nel 1558, Paget si ritirò dalla vita pubblica.

## Discendenti
Da sua moglie Anne Preston, Paget ebbe quattro figli, Henry, Thomas, Charles e Edward (morto da giovane), e sei figlie, Etheldreda, che sposò Sir Christopher Allen; Eleanor, che sposò prima, Jerome Palmer, scudiero, e poi, Sir Rowland Clarke; Grisold, che sposò prima Sir Thomas Rivett, e poi Sir William Waldegrave; Joan (o Jane), che sposò Sir Thomas Kitson; Dorothy, che sposò Sir Thomas Willoughby (m.1559); e Anne (m.1590), che sposò Sir Henry Lee.
I due figli maggiori, Henry e Thomas, gli succedettero nel titolo. Il figlio giovane, Charles Paget, fu un noto cospiratore cattolico durante il regno di Elisabetta I.